# Sint-Nicolaaskerk (Mühlhausen)
De Sint-Nicolaaskerk (Duits: Kirche St. Nikolai) is een protestants-lutherse parochiekerk in Mühlhausen, Thüringen. Met de bouw van het monumentale kerkgebouw werd in de 14e eeuw begonnen, maar de kerk kreeg pas haar huidige uiterlijk in de jaren 1897-1898.

## Geschiedenis
Mühlhausen ligt in het noordwesten van het Thüringse bekken aan de bovenloop van de Unstrut, dat reeds in de prehistorische tijd werd bewoond en tot de 6e eeuw een centrum van het Thüringer Rijk was. In het jaar 967 werd het gebied door koning Otto II als kroondomein beschreven. Sinds 1135 had Mühlhausen de status van rijksstad. Hier werd de Unstrut door een handelsweg, de Hessenweg, doorkruist. De bouw van de Nicolaaskerk begon rond 1314 met de nieuwbouw van het koor op de plaats van een voorganger aan de vroegstedelijke markt in het westen van de benedenstad. De voltooiing van de kerk vond echter destijds niet plaats omdat de kerk door de bouw van een stadsmuur buiten de eigenlijke stad kwam te liggen. De oude westelijke nederzetting waar de Nicolaaskerk was gelegen werd een voorstad. Omdat de stad Mühlhausen bij oorlogen steeds werd gespaard, bleven het middeleeuwse stadsbeeld en twaalf van de oorspronkelijk zestien middeleeuwse kerken bewaard.

## Beschrijving
De protestantse Nicolaaskerk is de grootste van de buiten de stadsmuren gebouwde kerken van Mühlhausen. Het van travertijn gebouwde godshuis werd naar ideeën van de 19e eeuw ingrijpend verbouwd. De regelmatige bouwvorm van een drieschepige hallenkerk, zoals bij de stichting in de 14e eeuw werd gepland, kreeg de kerk in de jaren 1897-1898 door de verhoging van de noordelijke muur en het inbrengen van de kruisribgewelf.
Het oostelijke deel met een 5/8 koorafsluiting en de afgescheiden kapellen aan het einde van de zijschepen is nog typerend voor een basiliek, dat pas later door het hallensysteem werd afgelost. De buitenmuren van het kerkschip hebben anders dan het koor geen steunberen en bij de vensters van het schip ontbreekt in afwijking tot het koor ook een profilering.
Boven het spitsbogige zuidelijke portaal met een eenvoudig timpaan staat in een nis het grote houten beeld van de heilige Nicolaas voorgesteld als tronende bisschop gehuld in een geplooid gewaad en met verouderde gelaatstrekken. Het noordelijk portaal is voorzien van een rechte latei met daarboven een driedelig venster.

## Toren
De na 1339 voltooide toren staat aan het oostelijke travee van het zuidelijk zijschip. Tot de dakrand van het kerkschip kent de toren twee verdiepingen op een vierkante plattegrond, daarboven zijn nog twee verdiepingen. Aan de muur van de derde verdieping zijn een spitsboogfries en hoeklisenen aangebracht. Boven de vierkante sokkel verheft zich een achthoekige klokkenstoel met ronde torentjes op de hoeken. De met leien bedekte spits heeft aan de voet een balustrade van maaswerk met op de hoeken pinakels met kruisbloemen. In de klokkenstoel hangen één bronzen en twee stalen klokken. In de onderste verdieping van de toren bevindt zich de sacristie met een gotisch kruisribgewelf.